# موزیک‌مارکت
موزیک‌مارکت (آلمانی: Musikmarkt) مجله‌ای دربارهٔ صنعت موسیقی در آلمان، اتریش و سوئیس بود که دفتر مرکزی‌اش در شهر مونیخ واقع شده بود. روزنامهٔ مشهور آلمانی‌زبان دی ولت این مجله را «دماسنج صنعت موسیقی» توصیف کرد.
این مجله را «یوزف کلر فرلاگ» در سال ۱۹۵۹ برپا کرد و «اووه لشنر» به مدت ۲۳ سال از ۱۹۷۳ تا هنگام بازنشستگی‌اش در ۱۹۹۶ سردبیر آن بود. مجله هر دو ماه یک‌بار منتشر می‌شد و سپس مبدل به هفته‌نامه شد تا آنکه نشرش از سال ۲۰۱۴ به‌صورت ماهنامه ادامه یافت.
موزیک‌مارکت تعیین‌کننده جداول رسمی موسیقی آلمان بود که از آغاز برپایی در سال ۱۹۵۹ تا دههٔ ۱۹۷۰ میلادی آن را منتشر می‌کرد و سپس این مسئولیت به مدیا کنترل واگذار شد. این مجله همچنین ناشر جداول ۱۰۰ اثر برتر هفتگی برای تک‌آهنگ‌ها و آلبوم‌های موسیقی بود که به صورت هفتگی منتشر می‌شد. این مجله و وب سایت آن هر دو در ژوئیه ۲۰۱۶ بسته شدند. استفان تسارگس آخرین ویراستار مجله بود.
تیراژ موزیک‌مارکت تحت سردبیری «اووه لشنر»، نزدیک به ۱۲٬۰۰۰ نسخه بود که آن را به یک نشریه مهم برای صنعت سرگرمی آلمان تبدیل کرد. زمانی که مجله در سال ۲۰۱۶ بسته شد، تیراژ آن به ۴٬۳۷۰ نسخه رسیده بود.